# John Knight (cầu thủ bóng đá)
John George Knight (18 tháng 8 năm 1902 - 1990) là một cầu thủ bóng đá người Anh từng thi đấu cho Casuals, Corinthian và Tottenham Hotspur.

## Sự nghiệp bóng đá
Ông từng thi đấu cho "Amateurs" ở FA Charity Shield 1929. Sau khi thi đấu cho the Casuals và the Corinthians, Knight gia nhập Tottenham Hotspur. Ông thi đấu một trận trong năm 1928 cho Spurs.